# Elaphoglossum horridulum
Elaphoglossum horridulum là một loài thực vật có mạch trong họ Lomariopsidaceae. Loài này được (Kaulf.) J. Sm. mô tả khoa học đầu tiên năm 1854.